# Doricha eliza
A Doricha eliza  a madarak osztályának sarlósfecske-alakúak (Apodiformes)  rendjébe és a kolibrifélék (Trochilidae) családjába tartozó faj.

## Előfordulása
Mexikóban két külön álló populációban, Veracruz (állam) területén és a Yucatán-félszigeten honos. A természetes élőhelye szubtrópusi vagy trópusi  mangroveerdők, szubtrópusi vagy trópusi síkvidéki száraz cserjések, városias környezetek és vidéki kertek.

## Külső hivatkozás
- Képek az interneten a fajról
- Internet Bird Collection - videók a fajról
- Birdphotos.com - elterjedési területe